# Доста је
Доста је (енгл. Enough) амерички је филм из 2002, са Џенифер Лопез у главној улози.

## Радња филма
Слим је конобарица у једном лосанђелеском ресторану, где упозна Мича Хилера, који је одбрани од једног насртљивог муштерије. Они се на крају венчају, добију ћерку по имену Грејси и живе срећно у скупој кући.
Неколико година касније Слим открије да је Мич вара са извесном Францускињом по имену Дарсел, а када она запрети разводом, он почне да је туче и да јој прети. Рекавши да, пошто је он тај који зарађује у породици, има право да ради шта год му се свиђа, он јој стави до знања да своју аферу неће окончати осим ако она жели да му се физички супротстави.
Слим оде до Мичове мајке да јој се изјада у вези са породичним насиљем, али она не покаже разумевање спрам ње, имплицирајући да је Слим крива за насиље. Њена бивша колегиница и најбоља другарица Џини јој сугерише да га напусти и да пријави породично насиље, али када оде у полицију, испостави се да они мало тога могу да предузму.
Мич саопшти Слим да зна да је она дискутовала о породичном насиљу са његовом мајком, претукавши је изнова, а она схвати да нема другог избора осим да узме Грејси и оде. Уз помоћ својих пријатеља она испланира бекство у касне ноћне сате, али Мич осујети план. Након мањих потешкоћа, сви скупа побегну.
Мич јој блокира и испразни све банковне рачуне, онемогућивши јој да изнајми собу. Ушавши јој у траг у јефтином мотелу, он покуша да јој провали у собу, али она побегне са Грејси кроз прозор и упути се аутобусом у Сијетл код свог бившег момка Џоа.
Следећег дана два човека, који се издају за агенте ФБИ-ја, појаве се и припрете Џоу, уништивши му стан. Слим тада оде у Сан Франциско код свог имућног оца Џупитера, које је напустио њену мајку након њеног рођења. Иако му је Слим као дете слала писма на која никада није добила одговоре, Џупитер тврди да није знао за њено постојање, верујући да она само покушава да му искамчи новац, и понуди јој само 12 долара. Слим и Грејси на кратко нађу скровиште у једној комуни, где је Џупитер касније контактира, откривши да су му Мичови сарадници запретили смрћу уколико јој икако помогне, што му је пробудило интересовање. Он јој пошаље велику количину новца, чиме јој омогући да отпочне нови живот под новим идентитетом, ставивши јој до знања да се јави ако јој затреба још.
Џо посети Слим, али јој Мич уђе у траг, те она поново побегне са Грејси. Консултовавши адвоката, упозорена је да мало тога може да предузме правним средствима. Слим се притаји у Сан Франциску и пошаље Грејси на сигурно док се она обучи самоодбрани уз помоћ инструктора Крав маге, којег јој је унајмио њен отац. Вративши се у Лос Анђелес, она провали у Мичову нову вилу, сакрије његове пиштоље, пресече фиксну телефонску линију, укључи уређај за ометање мобилних телефона и подметне му лажна писма у којима му се најављује да долази на разговор о старатељству над Грејси, те га притајена сачека да се врати из швалерације. Када он стигне кући, њих двоје се потуку и Слим савлада и ошамути Мича, а на крају га гурне са балкона у смрт. Полиција изврши увиђај и прогласи њено дело нужном одбраном. Слим и Грејси потом оду да живе са Џоом у Сијетлу.

## Улоге
| Глумац          | Улога                |
| --------------- | -------------------- |
| Џенифер Лопез   | Слим Хилер           |
| Били Кембел     | Мич Хилер            |
| Теза Ален       | Грејси Хилер         |
| Џулијет Луис    | Џини                 |
| Ден Фатермен    | Џо                   |
| Ноа Вајл        | Роби                 |
| Фред Вард       | Џупитер              |
| Џејмс Ноа       | Господин Хилер       |
| Џенет Карол     | Госпођа Хилер        |
| Бил Кобс        | адвокат Џим Толер    |
| Кристофер Махер | Фил                  |
| Брус Јанг       | инструктор Крав маге |
| Брус Френч      | власник куће         |
| Рубен Мадера    | Теди                 |
| Ден Мартин      | лажни ФБИ агент      |
| Брент Секстон   | лажни ФБИ агент      |